# 张楚琨
张楚琨（1912年—2000年2月7日），曾用名张云、张伯衡、张楚青，男，福建泉州人，中华人民共和国新闻家。

## 生平

### 民国时期
1923年随家人移居新加坡，1925年回泉州就读于培元中学。1932年毕业于上海中国公学大学部法律系，后曾任教于上海泉漳中学和泉州培英女中，并参加上海反帝大同盟等组织。1937年，再赴新加坡，任《南洋商报》副刊《蛳声》主编兼评论员、《南洋晚报》主编。同年参与组织中华民族解放先锋队南洋总队任宣传部部长。
1940年任南洋华侨回国慰问视察团秘书。日军占领新加坡期间，流亡苏门答腊。1946年返回新加坡、同年11月《南侨日报》创刊，任该报董事兼总理。同年加入中国民主同盟，任民盟新加坡分郎主任委员。1949年9月回国，参加第一届全国政协会议。

### 共和国时期
中华人民共和国成立后，历任政务院情报总署专员、新华社华侨广播编辑部副主任，厦门市副市长，中央华侨事务委员会委员，中国新闻社副社长，中国侨联常委、副秘书长、顾问，中国华侨历史学会会长等职。第三至第八届全国政协委员。第六，七届全国政协常委，中国民主同盟中央常委。著有《滇缅公路考察记》、《南北战场印象记》，主编《陈嘉庚》、《回忆陈嘉庚》和《峥嵘岁月》。2000年2月7日在北京逝世，享年88岁。